# Batracomorphus transulcidus
Batracomorphus transulcidus är en insektsart som beskrevs av Evans 1941. Batracomorphus transulcidus ingår i släktet Batracomorphus och familjen dvärgstritar. Inga underarter finns listade i Catalogue of Life.